# Yndi Halda
Yndi Halda (prononcé YIN-dee hal-DAR) est un groupe de post-rock britannique ayant vu le jour dans les années 2000. Le quintet anglais tire son nom d’un poème médiéval islandais, analogie avec une terre de glace et de feu qui, d’un point de vue musical, ne doit pas être accidentelle.

## Biographie
Le groupe est formé en 2001 alors que tous les membres étaient encore à l'école. Avec seulement un EP auto-produit, Enjoy Eternal Bliss (traduction en anglais du nom du groupe), paru initialement en 2005, et deux tournées dans le pays, Yndi Halda est rapidement devenu un des ténors de la scène post-rock anglaise qui captivent blogs et zines depuis quelques années (65daysofstatic, Redjetson, iLiKETRAiNS, The Monroe Transfer, Workhouse, etc.). Ils ont même décroché le titre de « groupe à suivre en 2007 » dans le célèbre magazine britannique Rock Sound.
Se revendiquant naturellement du carré magique Godspeed You! Black Emperor, Mogwai, Sigur Rós et autres Explosions in the Sky,,, Yndi Halda s’en distingue cependant en développant une atmosphère beaucoup plus apaisée et vivifiante dans ses longues plages musico-cinématographiques (l’EP, qui ne fait que quatre titres, s’étale sur une heure), constellées de cordes parfois franchement shoegazing, de chants ou d’arrangements plus folk.
Le groupe part en tournée au Royaume-Uni, Europe, Amérique du Nord et en Asie pour promouvoir la sortie de Enjoy Eternal Bliss. Leurs récentes représentations comprennent également plusieurs dates à différents festivals tels que le Rhâââ Lovely Festival en Belgique, le Festival Formoz à Taipei, l'Electrical Lands Festival à Paris, le Festival Rockomotives à Vendôme et au Barbican Hall à Londres. Un nouvel enregistrement débute en septembre 2009.
Le groupe annonce un concert à Londres le jeudi 19 juillet 2012, et un nouvel album qui devait être enregistré dès avril 2013. L'album est finalement enregistré dès octobre 2014, et le mixage est terminé en février 2015. En novembre 2015, Yndi Halda annonce sa sortie en mars 2016 sous le tire Under Summer. Il est finalement publié le 4 mars 2016.

## Projets parallèles
The Lunchtime Sardine Club est le projet solo de Newton. Aucune prévision de commercialisation n'a été faite pour les compositions. Toutefois, les pistes peuvent être téléchargées sur la page MySpace du Midi Sardine Club. James Vella a un projet parallèle appelé A Lily. Sa page MySpace comprend des échantillons de sa musique. Son premier album est sorti sur le label Dynamophone Records en juin 2006.
En 2006, Vella lance un nouveau label O Records Rosa, nommé d'après un passage du roman de Herman Hesse, Steppenwolf. Ses premières sorties prévues sont Whip, Sylvain Chauveau et Rivulets. Brendan joue également dans le groupe de metal progressif Rise of Raphia.

## Membres

### Membres actuels
- James Vella - guitare, glockenspiel, piano, banjo, voix
- Jack Lambert - guitare
- Brendan Grieve - basse
- Daniel Neal - violon
- Oliver Newton - batterie, tambourin

### Anciens membres
- Alexander Petersen - basse
- Brendan Grieve - basse
- Daniel Lovegrove - basse

## Discographie
- 2006 : Awake! Awoke! This Heavy Gloom (démo)
- 2007 : Enjoy Eternal Bliss
- 2016 : Under Summer
- 2018 : A Sun-Coloured Shaker